# Walter Salles

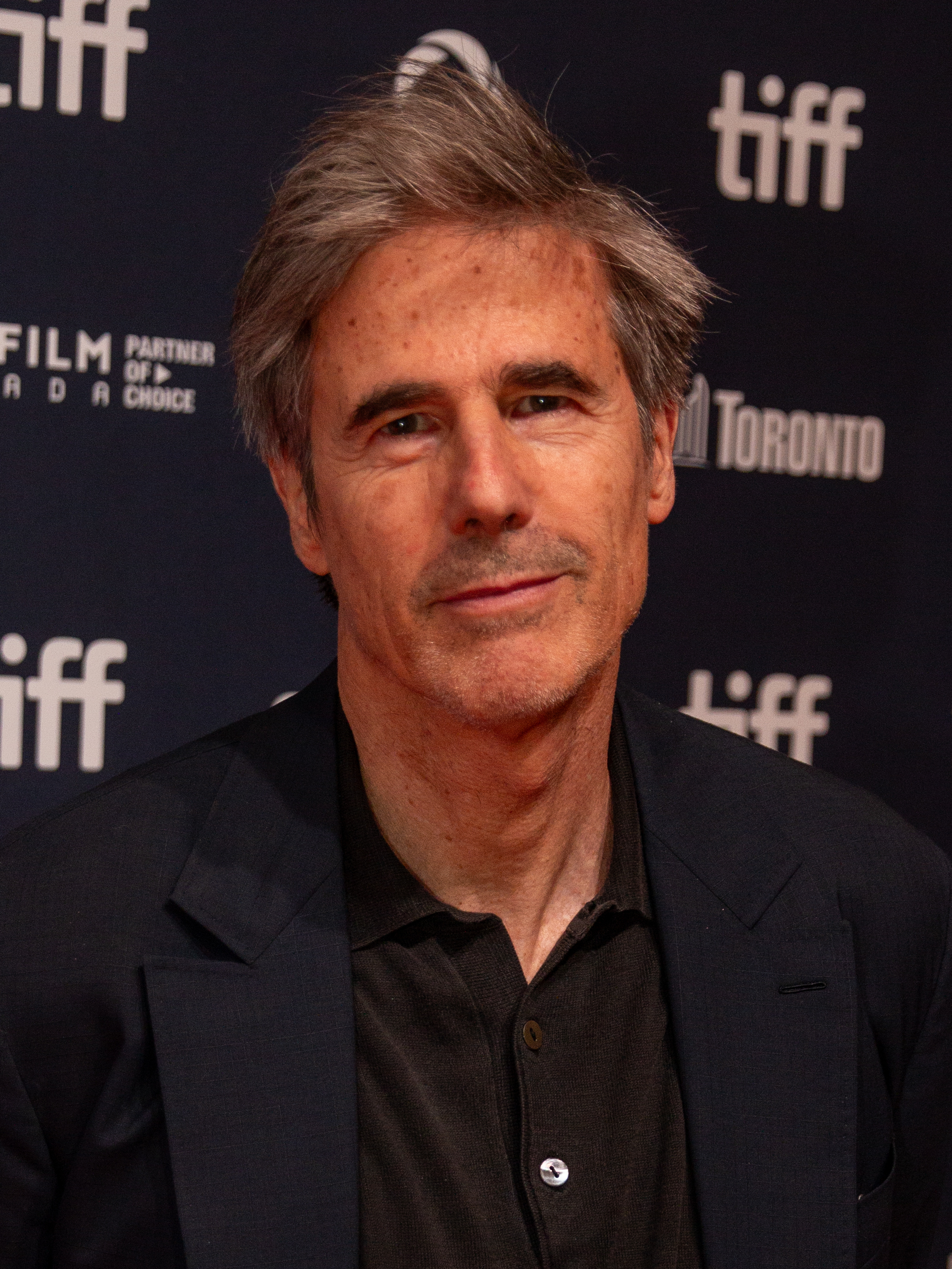
Walter Salles (2024)

Walter Salles (* 12. April 1956 in Rio de Janeiro, Brasilien) ist ein brasilianischer Filmregisseur, Drehbuchautor und Filmproduzent.

## Leben
Walter Salles ist der Sohn von Walter Moreira Salles, einem brasilianischen Banker und Botschafter seines Landes. Sein Bruder João Moreira Salles ist ebenfalls von Beruf Filmregisseur.
Mit seinem Debüt-Spielfilm Foreign Land 1995 errang er acht internationale Preise, darunter den als Bester Brasilianischer Film des Jahres.
Für seinen Spielfilm Central Station erhielt er auf der Berlinale den Goldenen Bären als Bester Film und seine Hauptdarstellerin Fernanda Montenegro für die Beste Darstellerin. Bereits auf dem Sundance Film Festival hatte es dafür den Sundance-NHK Cinema 100 Award für das beste Drehbuch gegeben, im nachfolgenden Jahr einen Golden Globe sowie zwei Oscar-Nominierungen.
Hinter der Sonne von 2001 wurde von den Filmkritikern ebenso wie vom Publikum sehr gut angenommen. Nominiert wurde der Film in der Oscar-Kategorie Bester ausländischer Film vom Verband der Hollywood Ausland-Pressekorrespondenten, dem National Board of Review und bei den BAFTA Awards. Er errang den Audience Award Leoncino d’Oro auf den 58. Internationalen Filmfestspielen Venedig.
Im Jahre 2003 wurde Salles von der renommierten britischen Zeitung The Guardian unter die 40 besten Filmregisseure der Welt gewählt.
2004 entstand Die Reise des jungen Che, eine Geschichte nach den Tagebüchern von Ernesto Guevara. Dieser Film wurde in Lateinamerika, Europa und den USA in kurzer Zeit ein Kinokassenschlager. Auf dem Hollywood Film Festival 2004 gewann er den Hauptpreis und wurde für den Europäischen Filmpreis und die Internationalen Filmfestspiele Cannes nominiert.
2008 war er mit dem Spielfilm Linha de Passe im Wettbewerb der 61. Filmfestspiele von Cannes vertreten, wo er zum zweiten Mal um die Goldene Palme konkurrierte. Die Produktion war eine Gemeinschaftsarbeit von Salles und seiner Landsfrau Daniela Rocca, mit der er mehrfach in der Vergangenheit zusammenarbeitete und gewann den Darstellerpreis für Hauptdarstellerin Sandra Corveloni.

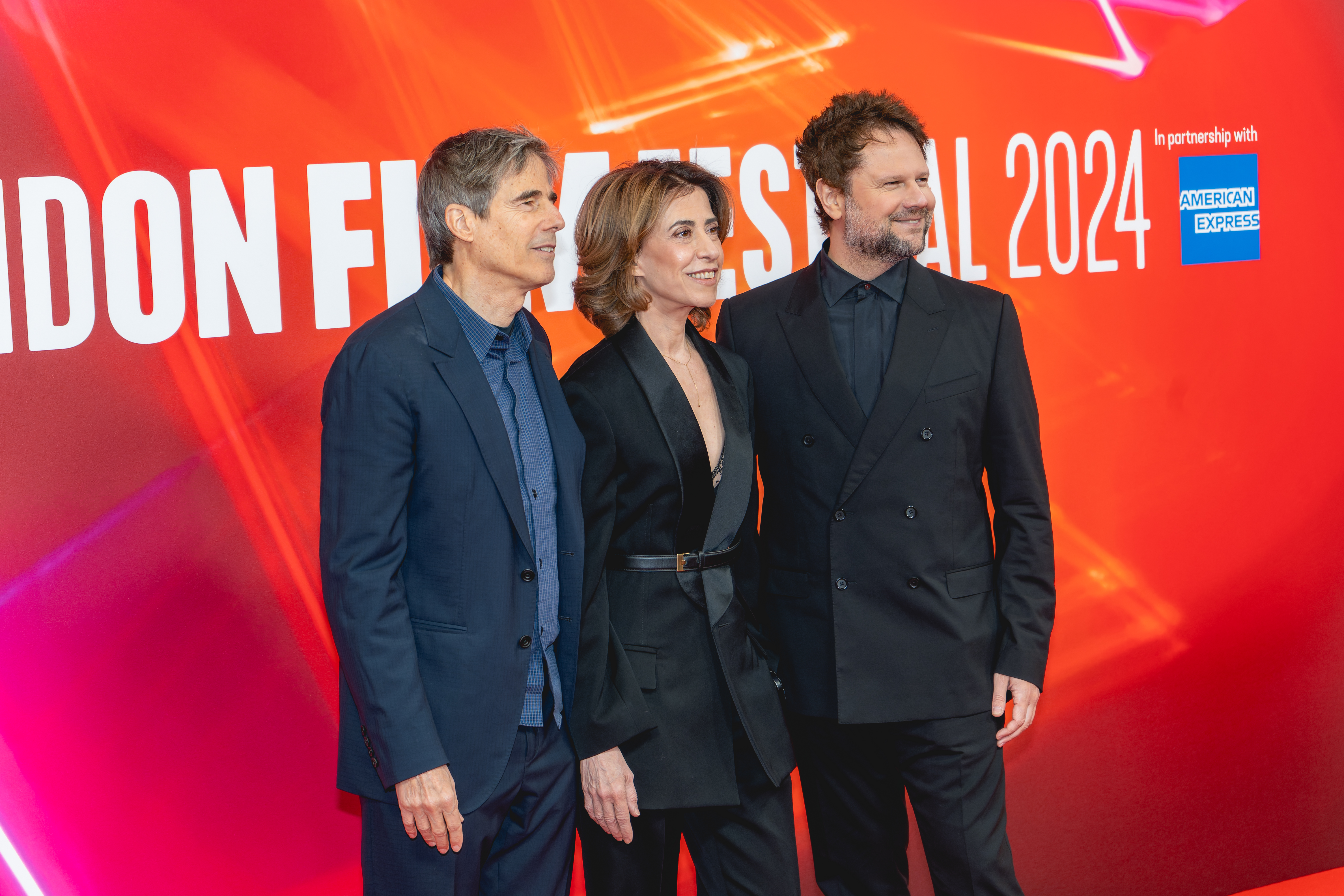
Salles (links) mit den Hauptdarstellern Fernanda Torres und Selton Mello von Für immer hier (2024)

2012 stellte Salles die US-amerikanischen Produktion On the Road fertig, für die Jose Rivera (Die Reise des jungen Che) die Drehbuchfassung lieferte. In der Verfilmung des gleichnamigen Romans von Jack Kerouac, einem Klassiker der Beat Generation, übernahmen Garrett Hedlund, Kristen Stewart und Sam Riley die Hauptrollen. Salles war von Francis Ford Coppola engagiert worden, der seit 1979 die Rechte an dem Buch besitzt, eine eigene Verfilmung aber nicht zustande gebracht hatte. Für On the Road erhielt Salles 2012 seine dritte Einladung in den Wettbewerb der Internationalen Filmfestspiele von Cannes.
Zwölf Jahre nach seinem letzten Spielfilm folgte 2024 das Historiendrama Für immer hier, bei dem er erneut mit Fernanda Montenegro und ihrer Tochter Fernanda Torres zusammenarbeitete. Für den Film wurde er zusammen mit Maria Carlota Bruno und Rodrigo Teixeira bei der Oscarverleihung 2025 in der Kategorie Bester Film nominiert und wurde als beste internationale Produktion ausgezeichnet.

## Filmografie

### Regisseur
- 1991: Exposure – Die hohe Kunst des Tötens (A Grande Arte)
- 1995: Fremdes Land (Terra Estrangeira) – Co-Regie: Daniela Thomas
- 1998: Central Station (Central do Brasil)
- 1998: Mitternacht (O Primeiro Dia) – Co-Regie: Daniela Thomas
- 2002: Hinter der Sonne (Abril Despedaçado)
- 2004: Die Reise des jungen Che (Diarios de motocicleta)
- 2005: Dark Water – Dunkle Wasser (Dark Water)
- 2006: Paris, je t’aime Episode Loin du 16e
- 2008: Linha de passe – Co-Regie: Daniela Thomas
- 2012: On the Road – Unterwegs (On the Road)
- 2014: Jia Zhangke, um homem de Fenyang (Dokumentarfilm)
- 2024: Für immer hier (Ainda estou aqui / I’m Still Here)

### Drehbuchautor
- 1998: Central Station (Central do Brasil), Co-Autor
- 2001: Hinter der Sonne (Abril Despedaçado), nach dem Roman Der zerrissene April von Ismail Kadaré
- 2002: Frida
- 2023: La Contadora de Películas

### Produzent
- 2002: Madama Sata von Karim Aïnouz
- 2002: City of God (Cidade de Deus) von Fernando Meirelles und Kátia Lund
- 2004: Cidade Baixa von Sergio Machado

## Auszeichnungen
Walter Salles wurde im Laufe seiner Karriere für mehr als 100 internationale Film- und Festivalpreise nominiert, von denen er über 60 gewinnen konnte, darunter folgende:
- 1996: Prêmio Guarani für Fremdes Land (Beste Regie und Bestes Drehbuch – gemeinsam mit Daniela Thomas sowie Marcos Bernstein und Millôr Fernandes)
- 1996: São Paulo Association of Art Critics Award für Fremdes Land (gemeinsam mit Daniela Thomas und João Emanuel Carneiro)
- 1998: Internationale Filmfestspiele Berlin – Goldener Bär für Central Station (Bester Film)
- 1998: Filmfestival von Havanna – Spezialpreis der Jury für Central Station
- 1998: Filmfestival von San Sebastián – Publikumspreis für Central Station
- 1999: British Academy Film Award für Central Station (Bester nicht-englischsprachiger Film – gemeinsam mit Arthur Cohn und Martine de Clermont-Tonnerre)
- 1999: Prêmio Guarani für Central Station (Beste Regie)
- 1999: São Paulo Association of Art Critics Award für Central Station (Bester Film und Beste Regie)
- 1999: Satellite Award für Central Station (Bester fremdsprachiger Film)
- 1999: Spain Film Critics Association Award für Central Station (Bester fremdsprachiger Film)
- 2000: Grande Prêmio Brasileiro de Cinema für Mitternacht (Beste Regie und Bestes Drehbuch – gemeinsam mit Daniela Thomas, José Carvalho und João Emanuel Carneiro)
- 2000: Silberner Ariel für Mitternacht (Bester lateinamerikanischer Film – gemeinsam mit Daniela Thomas)
- 2000: Silberner Condor für Central Station (Bester ausländischer Film)
- 2001: Filmfestival von Venedig – Little Golden Lion für Hinter der Sonne (gemeinsam mit Arthur Cohn)
- 2002: Filmfestival von Havanna – Beste Regie für Hinter der Sonne
- 2004: Filmfestival von Cannes – Preis der Ökumenischen Jury und Prix François Chalais für Die Reise des jungen Che
- 2004: Den norske filmfestivalen – Publikumspreis für Die Reise des jungen Che
- 2004: Filmfestival von San Sebastián – Publikumspreis für Die Reise des jungen Che
- 2005: British Academy Film Award für Die Reise des jungen Che (Bester nicht-englischsprachiger Film – gemeinsam mit Michael Nozik, Edgard Tenembaum und Karen Tenkhoff)
- 2005: Premio ACE für Die Reise des jungen Che (Beste Kinoregie)
- 2008: Filmfestival von Havanna – 2. Platz für Linha de passe (Bester Film – gemeinsam mit Daniela Thomas)
- 2009: Prêmio Contigo! do Cinema Nacional für Die Reise des jungen Che (Beste Regie – gemeinsam mit Daniela Thomas)
- 2009: São Paulo Association of Art Critics Award für Linha de passe (Bester Film – gemeinsam mit Daniela Thomas)
- 2018: Lisbon & Estoril Film Festival – Tribute Award
- 2024: Filmfestival von Venedig – Green Drop Award und SIGNIS-Preis für Ainda estou aqui
- 2025: Oscar (Bester fremdsprachiger Film) für Ainda estou aqui

Darüber hinaus gewann Central Station im Jahr 1999 einen Golden Globe Award (Bester fremdsprachiger Film) und würde für einen Oscar (Bester fremdsprachiger Film) nominiert.